# Ainia
Ainia è un genere di pesci ossei estinti, appartenente agli ionoscopiformi. Visse nel Giurassico superiore (Kimmeridgiano - Titoniano, circa 150 - 145 milioni di anni fa) e i suoi resti fossili sono stati ritrovati in Europa. L'unica specie considerata valida è Ainia armata. 

## Descrizione
Questo pesce era di grandi dimensioni, e gli esemplari più grandi potevano raggiungere e superare il metro di lunghezza. Il corpo era piuttosto allungato e la testa era robusta e armata di forti denti aguzzi e ricurvi. La pinna caudale era biforcuta, ben distinta da quella degli amiiformi contemporanei come Amiopsis e Solnhofenamia, che, come l'attuale amia (Amia calva), possedevano invece una pinna caudale omocerca senza la suddivisione dei due lobi. Le pinne dorsali e anali erano molto grandi.
Ainia possedeva l'articolazione mandibolare tipica degli alecomorfi, con il simplettico che si articolava nella mandibola, e la colonna vertebrale consisteva in emicordacentri.
Ainia armata si distingue per un rivestimento di scaglie estremamente incompleto, limitato solo alla parte dorsale e a quella ventrale del peduncolo caudale. Le scaglie erano molto piccole, con forma da quadrangolare a circolare, e rivestite da uno spesso strato di ganoina. A differenza delle scaglie tipiche degli altri attinotterigi, organizzate in file oblique orientate in direzione anterodorsale-posteroventrale, quelle di Ainia armata erano disposte in file oblique ma con orientamenti opposti: posterodorsale-anteroventrale sul dorso e posteroventrale-anterodorsale sul ventre del peduncolo caudale. Questo tipo di disposizione è considerato unico tra gli attinotterigi.

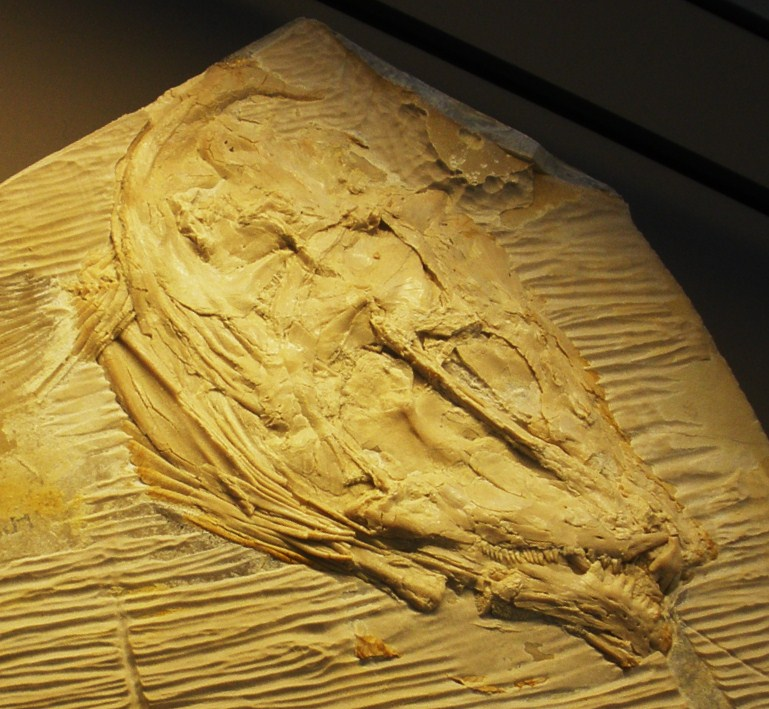
Cranio di Callopterus agassizi (= Ainia armata)

## Classificazione
La specie Ainia armata fu originariamente descritta da Wagner nel 1846 per esemplari provenienti dal giacimento di Cerin (Ain, Francia) con il nome di Lepidotus armatus. In seguito, il materiale francese simile venne denominato Callopterus agassizi da Thiollière nel 1858. Tuttavia, il nome generico Callopterus è oggi considerato un nomen nudum e fu sostituito da Ainia, genere istituito da Jordan nel 1918. Sia Thiollière che Saint-Seine (1949) considerarono Lepidotus armatus un sinonimo di Callopterus agassizi. Secondo le regole del Codice Internazionale di Nomenclatura Zoologica, a livello ri specie ha però priorità la denominazione originale di Wagner. Pertanto, il nome valido della specie è Ainia armata (Wagner, 1846).
I fossili noti provengono dalle località di Cerin (Francia), con numerosi esemplari conservati, e di Kelheim e Brunn, in Germania.
Una specie più piccola ascritta al genere Callopterus (C. insignis) nota nel Cretaceo inferiore del Belgio nel giacimento di Bernissart, è con tutta probabilità da ascrivere a un altro genere, come anche altri fossili attribuiti al Callopterus ritrovati in terreni del Cretaceo inferiore della Germania.

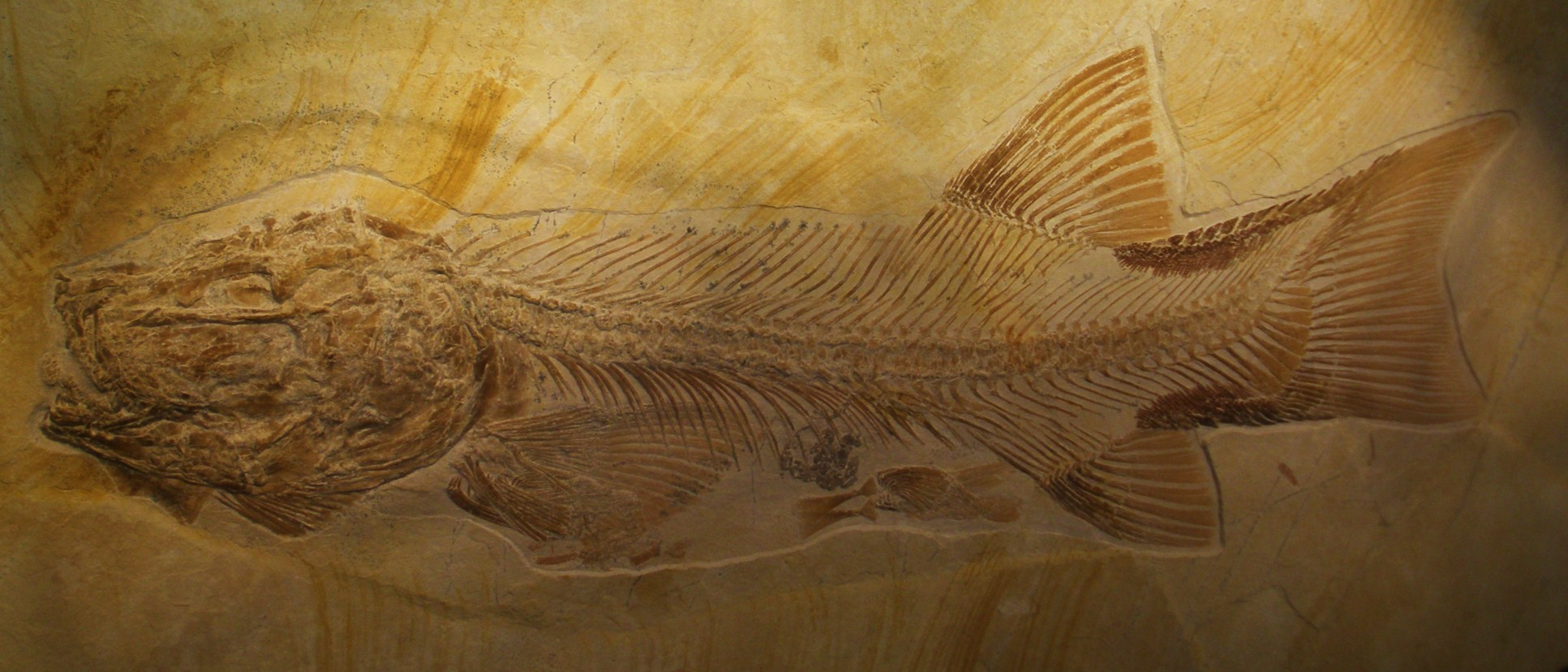
Fossile di Ainia proveniente da Brunn

Ainia appartiene agli ionoscopiformi, un gruppo di pesci ossei imparentati alla lontana con l'attuale Amia calva. Le sue affinità sono state ricercate in generi come Furo o Ophiopsis, ma l'intero materiale fossile deve essere ridescritto approfonditamente.

## Paleobiologia
Ainia era un predatore potente che viveva in ambienti quali lagune e mari poco profondi.